# Enicospilus xaivus
Enicospilus xaivus là một loài tò vò trong họ Ichneumonidae.